# Comtat de Pombia
El comtat de Pombia fou una jurisdicció feudal d'Itàlia que va existir al segle x i fins al xii, centrada en la comuna de Pombia.
Molt a prop es troba de la ciutat de Sant Jordi, seu d'una "arimannia" (milícia llombarda), però la família feudal era d'origen franc. Queden algunes restes de tombes antigues i l'església de Sant Jordi, que data del segle ix va estar envoltat per una fortalesa que es va utilitzar per al control del Ticino i per cobrar els drets de pas de la ciutat en el riu. Es conserven les ruïnes del castell que fins al segle xii va ser seu dels comtes de la família dels anscàrides descendents del famós Arduí d'Ivrea, rei d'Itàlia.
En 1028 el títol de comte de Pombia va anar a Guido, que fou l'origen dels comtes de Biandrate, branca iniciada en Guido II, qui el 1070 va comprar castells a Biandrate i a Valsesia. La branca principal de la família, després de la donatio Riprandi, va fundar l'abadia dels Sants Nazari i Cels de San Nazzaro Sesia, que encara existeix. A la ciutat de Sant Jordi, prop del castell de Pombia, es va establir una branca secundària originada en Albert de Pombia; aquesta branca era d'origen franc però amb forts lligams fins i tot familiars amb els llombards de Sant Jordi. D'aquesta branca cadet dels comtes de Pombia són descendents els Alberti després comtes Della Porta, extingits al segle xix després d'haver adquirit el comtat de Suno; descendents directes de Ferrabue comte de Pombia, són els Bertinotti de San Giorgio, de noblesa imperial habsburg o hongaresa (descendents em línia femenina dels comtes de Celje), que encara exusteix ara sota el títol de Marquès de Pombia, de Varallo (per patent regia de Víctor Amadeu III del 1792) i de Vitez per decret del Palatí d'Hongria Josep Arpad d'Habsburg.